# 光裕堂琴谱
《光裕堂琴谱》，古琴谱。清雍正四年吴文焕撰辑。

## 琴谱考究
与吴文焕编有《存古堂琴谱》两者相较，除后者《关雎》二三两段谱字不同与《陽春》、《高山》、《秋江晚泊》、《箕山》諸曲部分谱字存有墨钉外，其余完全相同，由此推测，两谱可能是同一琴谱的先后改訂本。